# Strongylopus
Strongylopus là một chi động vật lưỡng cư trong họ Pyxicephalidae, thuộc bộ Anura. Chi này có 11 loài và 36% bị đe dọa hoặc tuyệt chủng.

## Danh sách loài
- Strongylopus bonaespei (Dubois, 1981)
- Strongylopus fasciatus (Smith, 1849)
- Strongylopus fuelleborni (Nieden, 1911)
- Strongylopus grayii (Smith, 1849)
- Strongylopus hymenopus (Boulenger, 1920)
- Strongylopus kilimanjaro Clarke & Poynton, 2005
- Strongylopus kitumbeine Channing & Davenport, 2002
- Strongylopus merumontanus (Lönnberg, 1910)
- Strongylopus rhodesianus (Hewitt, 1933)
- Strongylopus springbokensis Channing, 1986
- Strongylopus wageri (Wager, 1961)

Ngoài ra còn có loài Strongylopus hymenopus, sau được chuyển thành Amietia fuscigula (Boulenger, 1920).

## Hình ảnh

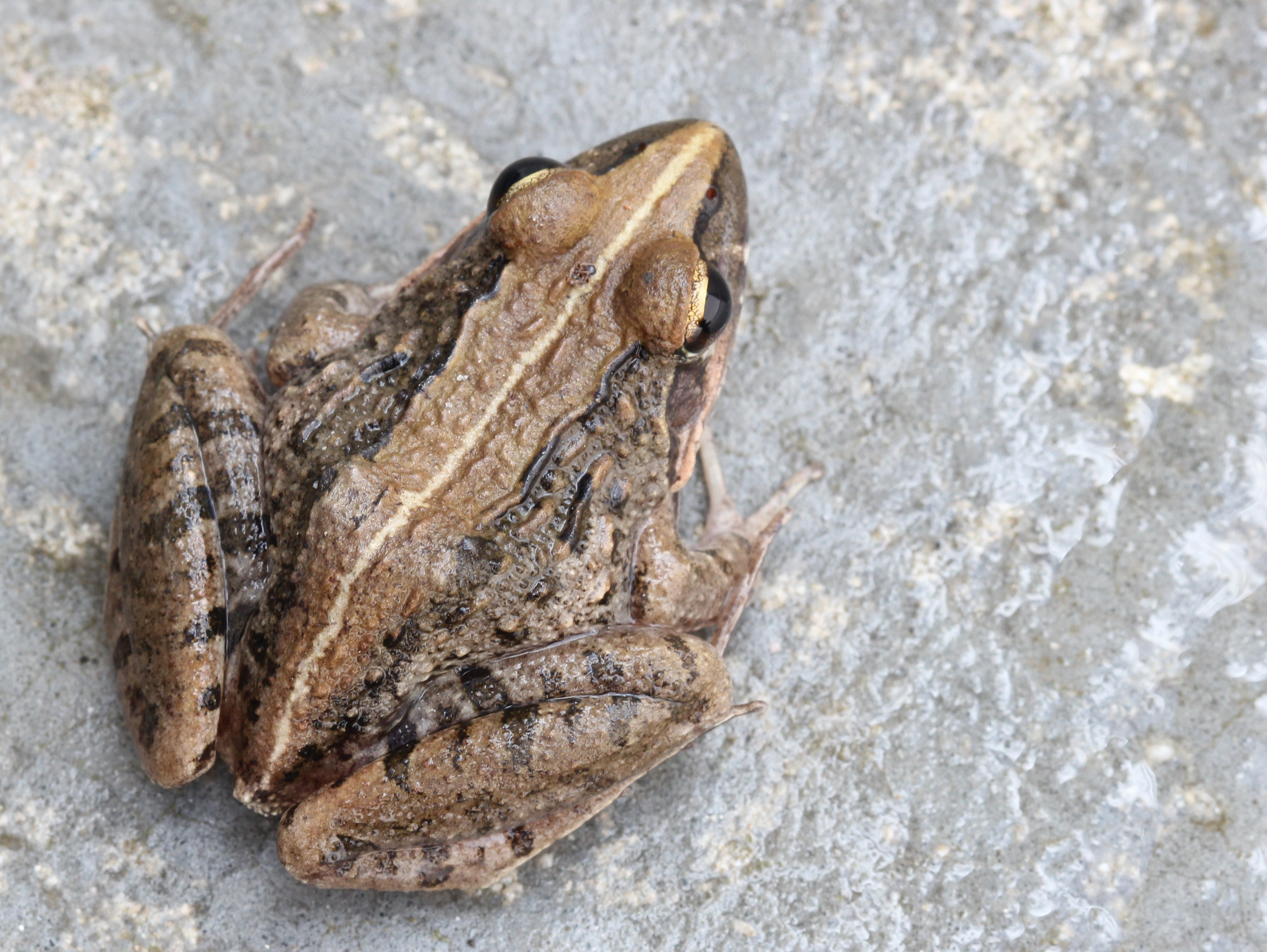
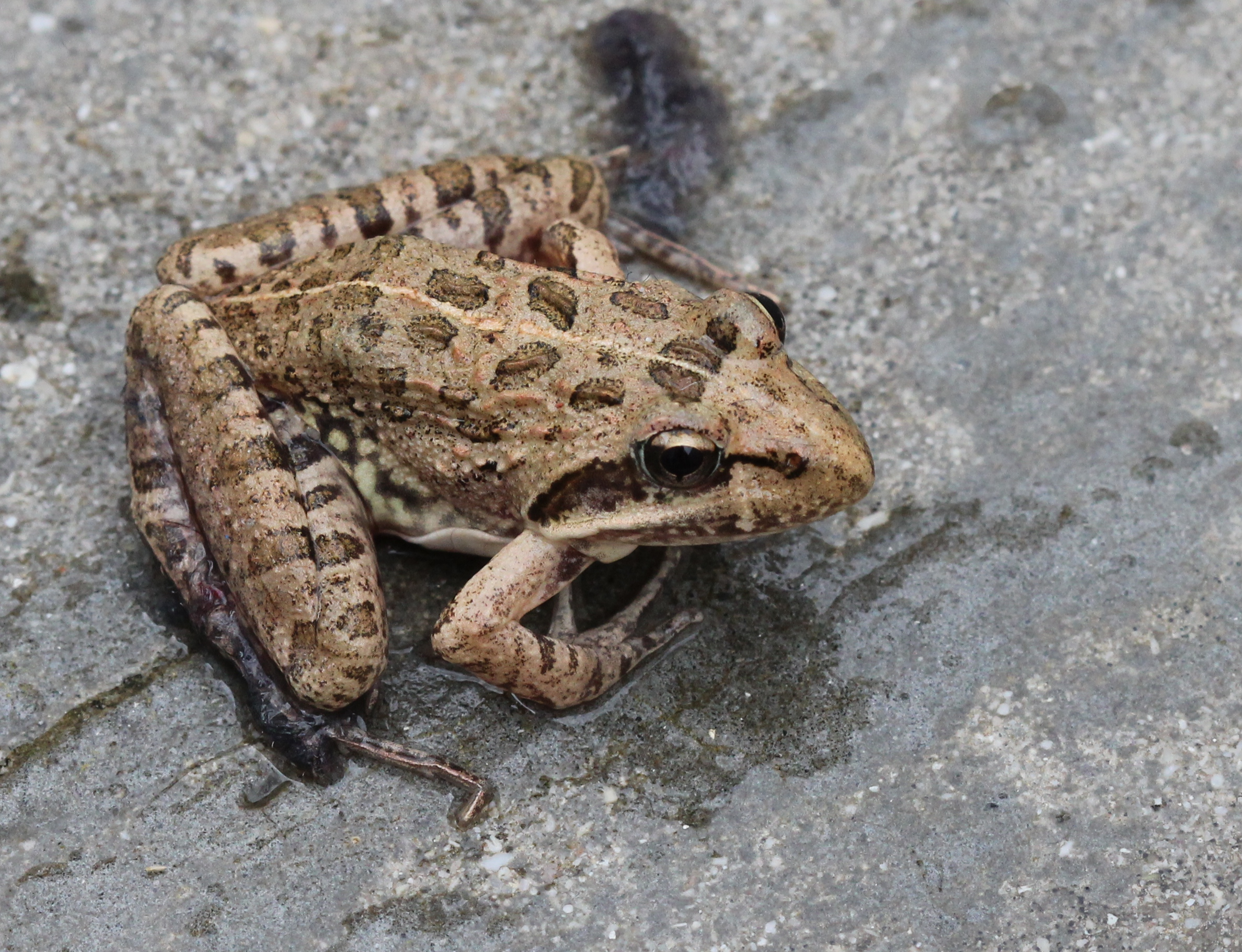